# 금성초등학교 (부산)
금성초등학교는 대한민국 부산광역시 금정구 금성동에 있는 공립 초등학교이다.

## 학교 연혁
- 1937년 3월 21일 구포공립보통학교 부설 금성강습소 개교
- 1946년 9월 1일 금성공립국민학교 승격
- 1963년 1월 1일 금성국민학교로 개칭(부산직할시 편입)
- 1996년 3월 1일 현 교명으로 개칭
- 1998년 10월 26일 인성교육실(강당)
- 1999년 4월 30일 컴퓨터실 설치
- 2002년 12월 20일 특별실 증축(4층)
- 2006년 3월 17일 과학실 현대화 사업
- 2007년 11월 28일 숲속 교실 공원화 사업(잔디, 휀스, 놀이장)
- 2009년 2월 28일 학교 방송실 현대화 사업
- 2009년 9월 1일 강당, 도서관(샛별관) 리모델링, 엘리베이터 설치, 3~4층 화장실 증축
- 2013년 2월 10일 특별실 3개실 증축(영어 체험실, 방과후 교실, 특수학급 교실), 연혁실 이전
- 2013년 8월 27일 영어체험실(금성 E Class) 개관, 천정 및 LED 조명공사
- 2020년 8월 28일 학교 방송실 현대화 사업
- 2021년 1월 20일 도서관(샛별관) 리모델링
- 2024년 9월 1일 제36대 박동현 교장 취임
- 2025년 2월 12일 제79회 16명 졸업(졸업생 총 2,011명)
- 2025년 3월 4일 7학급 편성(특수학급 1학급 포함, 총 39명)
- 2025년 7월 4일 7학급 편성(특수학급 1학급 포함, 총 41명)

## 참고 자료
- 금성초등학교 - 한국교육학술정보원 학교알리미